# Polasna
Polasna (russisch Пола́зна) ist eine Siedlung städtischen Typs in der Region Perm (Russland) mit 12.753 Einwohnern (Stand 14. Oktober 2010).

## Geographie

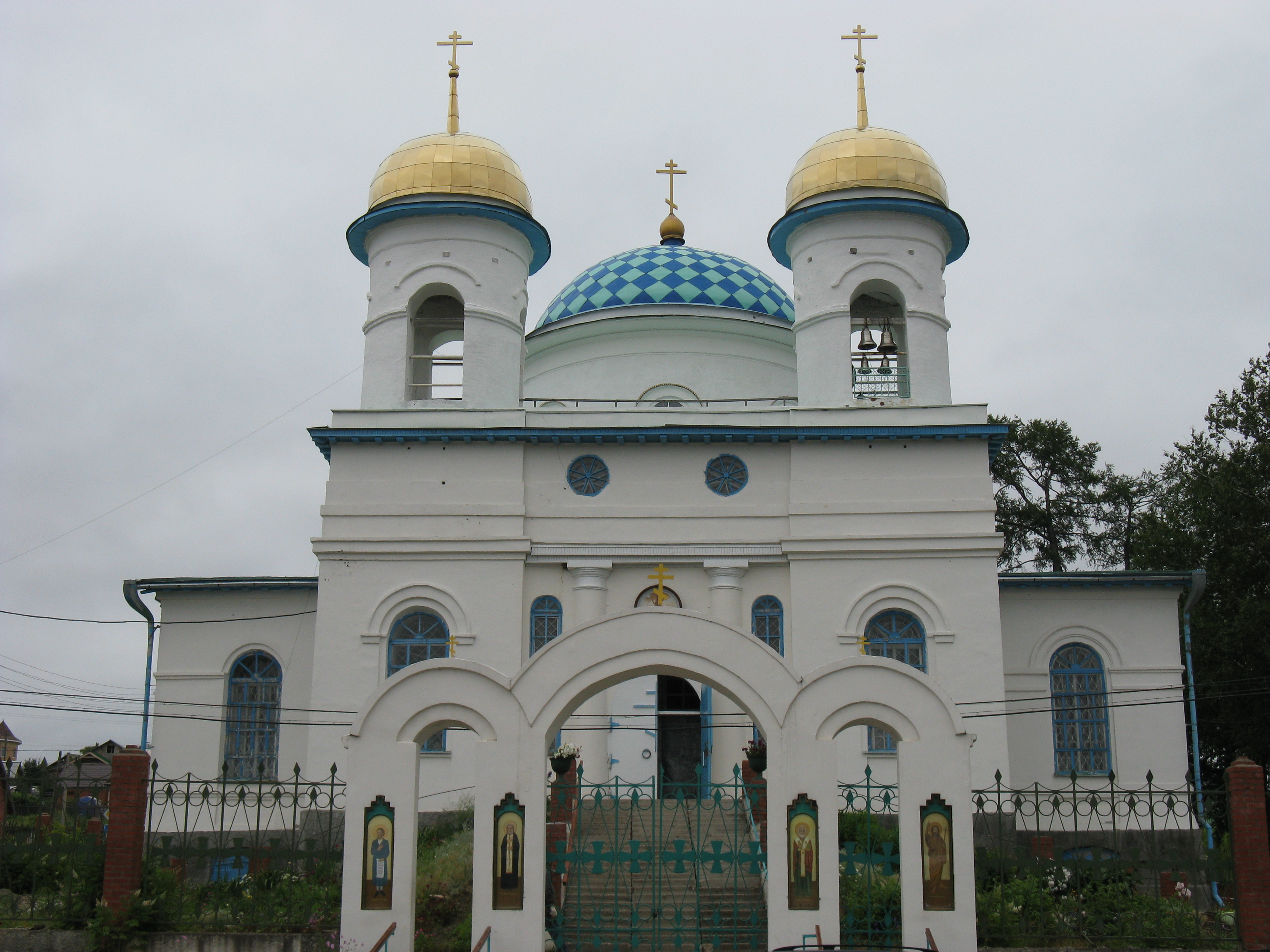
Dreifaltigkeitskirche

Die Siedlung liegt im Uralvorland gut 30 km nördlich des Regionsverwaltungszentrums Perm, am linken Ufer der dort zum Kamastausee aufgestauten Kama, bei der Einmündung des gleichnamigen Flüsschens Polasna.
Polasna gehört zum Rajon Dobrjanka und befindet sich etwa 20 km südlich von dessen Verwaltungszentrum Dobrjanka. Die Siedlung ist Verwaltungssitz einer gleichnamigen Stadtgemeinde (gorodskoje posselenije), zu der weiterhin die zwölf im Umkreis von gut 10 km liegenden Dörfer Bessowo, Demidkowo, Iwanowka, Gory, Kljutschi, Konstantinowka, Luneschki, Mochowo, Nischneje Sadolgoje, Penki, Saborje und Sujata gehören.

## Geschichte
Der Ort wurde erstmals in einer statistischen Aufstellung über „das Land Groß-Perm“ von 1624 als Siedlung mit vier Höfen an der Mündung der Polasna erwähnt. 1797 entstand dort eines der vielen Eisenwerke der Region, und eine Fabriksiedlung wurde errichtet.
Das Werk wurde 1927 endgültig geschlossen und 1954 mit einem Teil des Ortes vom Kamastausee überflutet. 1949 hatte in der Umgebung die Erdölförderung begonnen, was der Entwicklung des Ortes einen neuen Impuls verlieh. 1958 erhielt Polasna den Status einer Siedlung städtischen Typs.

### Bevölkerungsentwicklung
| Jahr | Einwohner |
| ---- | --------- |
| 1624 | 14        |
| 1904 | 2.127     |
| 1926 | 1.520     |
| 1959 | 6.934     |
| 1970 | 8.494     |
| 1979 | 10.264    |
| 1989 | 12.113    |
| 2002 | 13.303    |
| 2010 | 12.753    |

Anmerkung: ab 1926 Volkszählungsdaten

## Sehenswürdigkeiten
In Polasna ist die Dreifaltigkeitskirche (церковь Троицы Живоначальной, zerkow Troizy Schiwonatschalnoi) von 1837 bis 1842 erhalten, die nach ihrer Schließung 1936 seit 1989 wieder in Betrieb ist.

## Wirtschaft und Infrastruktur
Wichtigster Wirtschaftsfaktor ist die Erdölförderung, betrieben durch LUKoil-Perm und Kama-Neft. Neben der eigentlichen Ölförderung sind auch verschiedene Unternehmen des Dienstleistungsbereiches dieser Branche ansässig, wie Bohr- und Transport- und Baubetriebe.
Polasna wird östlich von der Regionalstraße umgangen, die das Regionszentrum Perm auf kürzestem Weg mit den kamaaufwärts gelegenen Städten Dobrjanka, Beresniki und Solikamsk verbindet. Die Straße wurde im Zusammenhang mit dem Bau einer 1,5 km langen Straßenbrücke über die aufgestaute Tschussowaja unmittelbar nördlich von Perm im Jahr 1996 ausgebaut, womit auch eine direkte Straßenverbindung zwischen Polasna und Perm entstand. Die nächstgelegene Bahnstation befindet sich gut 10 km östlich von Polasna in Diwja an der Strecke Perm – Kisel.